# PEC in het seizoen 1916/17
Het seizoen 1916/1917 was het 7e jaar in het bestaan van de Zwolse voetbalclub PEC. De club kwam uit in de Tweede Klasse Oost B en nam ook deel aan het toernooi om de NVB beker.

## Wedstrijdstatistieken

### Tweede Klasse B
| S.M.L.                                              |              |               |              |
|                                                     | PEC          | 4 – 1 (2 – 1) | S.M.L.       |
| 1 april 1917 Plaats: Zwolle Het Bleekien            |              |               |              |
|                                                     | S.M.L.       | 0 – 2 (0 – ?) | PEC          |
| 8 oktober 1916 Plaats: Arnhem Sportpark Veerallee   |              |               |              |
| Z.A.C.                                              |              |               |              |
|                                                     | PEC          | 2 – 1 (1 – 1) | Z.A.C.       |
| 22 oktober 1916 Plaats: Zwolle Het Bleekien         |              |               |              |
|                                                     | Z.A.C.       | 1 – 0 (1 – 0) | PEC          |
| 10 decembur 1916 Plaats: Zwolle Sportpark Veerallee |              |               |              |
| H.V.C.                                              |              |               |              |
|                                                     | PEC          | 0 – 2 (0 – ?) | H.V.C.       |
| Plaats: Zwolle Het Bleekien                         |              |               | (pen)        |
|                                                     | H.V.C.       | 0 – 0 (0 – 0) | PEC          |
| Plaats: Amersfoort Sportpark HVC                    |              |               |              |
| Daventria                                           |              |               |              |
|                                                     | PEC          | 4 – 0 (? – 0) | VV Daventria |
| 1 oktober 1916 Plaats: Zwolle Het Bleekien          |              |               |              |
|                                                     | VV Daventria | 0 – 2 (0 – 0) | PEC          |
| 18 maart 1917 Plaats: Zwolle Het Bleekien           |              |               |              |
| Quick                                               |              |               |              |
|                                                     | PEC          | 7 – 0 (3 – 0) | Quick        |
| 12 november 1916 Plaats: Zwolle Het Bleekien        |              |               |              |
|                                                     | Quick        | 0 – 1 (0 – 1) | PEC          |
| 15 april 1917 Plaats: Kampen Sportpark Wijnberg     |              |               |              |

### Promotie/degradatie
| P.W.                                                       |                |               |                        |
|                                                            | P.W.           | 1 – 1 (1 – 1) | PEC                    |
| 29 april 1917 Plaats: Apeldoorn Terrein Robur et Velocitas | B Jannink 20'  |               | (pen) Jopie Langenkamp |
| Hertog Hendrik                                             |                |               |                        |
|                                                            | PEC            | 2 – 0 (0 – 0) | Hertog Hendrik         |
| 6 mei 1917 Plaats: Deventer Terrein Koninklijke UD         | 85'            |               |                        |
| Koninklijke U.D.                                           |                |               |                        |
|                                                            | Koninklijke UD | 3 – 0 (1 – 0) | PEC                    |
| 13 mei 1917 Plaats: Apeldoorn Terrein Robur et Velocitas   | (e.d.)         |               |                        |

### NVB beker
| 1e ronde                                                   | FC Hilversum | 0 – 1 (0 – 1) | P.E.C.          |
| 10 september 1916 Plaats: Hilversum Sportpark FC Hilversum |              |               | Joop van de Bos |
| 2e ronde                                                   | SVV          | 5 – 0 (? – 0) | P.E.C.          |
| 17 september 1916 Plaats: Schiedam Sportpark Harga         |              |               |                 |

## Statistieken PEC 1916/1917

### Eindstand PEC in de Nederlandse Tweede Klasse 1916 / 1917
| Stand | Gespeeld | Gewonnen | Gelijk | Verloren | Punten | Doelpunten voor | Doelpunten tegen |
| ----- | -------- | -------- | ------ | -------- | ------ | --------------- | ---------------- |
| 1e    | 10       | 7        | 1      | 2        | 15     | 22              | 5                |

### Punten per tegenstander
|       | S.M.L. | Z.A.C. | H.V.C. | Daventria | Quick |
| ----- | ------ | ------ | ------ | --------- | ----- |
| Thuis | 2      | 2      | 0      | 2         | 2     |
| Uit   | 2      | 0      | 1      | 2         | 2     |

### Doelpunten per tegenstander
|       | S.M.L. | Z.A.C. | H.V.C. | Daventria | Quick | Totaal |
| ----- | ------ | ------ | ------ | --------- | ----- | ------ |
| Thuis | 4      | 2      | 0      | 4         | 7     | 17     |
| Uit   | 2      | 0      | 0      | 2         | 1     | 5      |
|       |        |        |        |           |       | 22     |